# 品川水族館

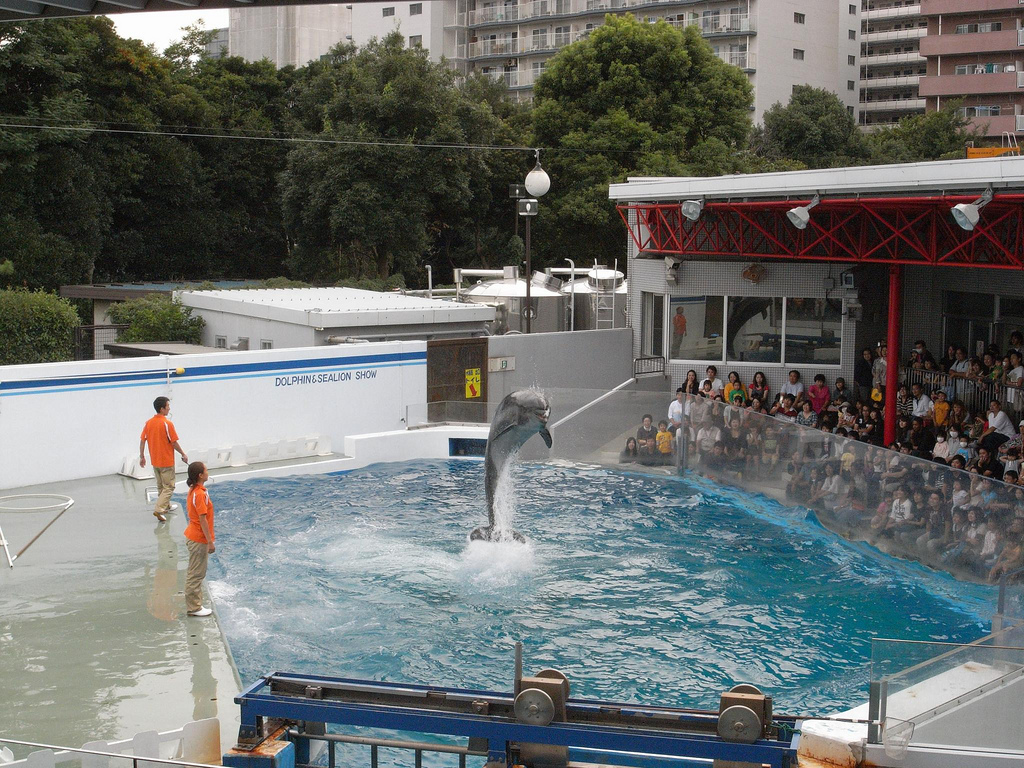
海豚池

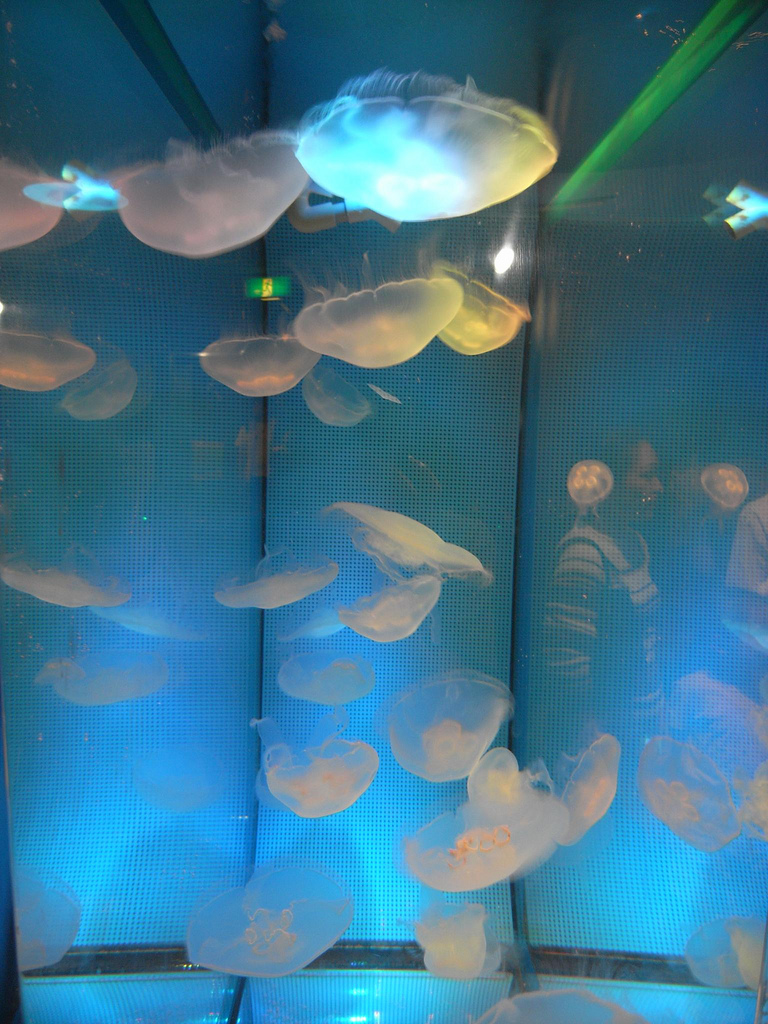
水母的展示水槽

品川水族館（SHINAGAWA AQUARIUM）是位於日本東京都品川區的品川區民公園內南側的水族館。

## 概要
品川水族館為地上1層地下2層之建築。1樓的「海面層」展示東京灣的魚類及海洋生物等，其中在「海豚和海獅館」固定舉辦海豚、海獅的表演；到地下樓層的「海底層」可以走過巨大的海底隧道。在水族館外有餐廳「海豚」和禮品店「海鷗」。
於1991年10月時開館，每5年舉行一次紀念改裝工程：1996年8月新設企鵝灘；2001年加入鯊魚的展示水槽；2006年則增加斑點海豹習性觀測點。
1995年上映的電影《哥吉拉vs戴斯特洛伊亞》在水族館內進行大規模的外景拍攝。
2008年1月，館長三橋孝夫做客網路節目《宇宙第一窄課！（日文：宇宙一せまい授業!）》（啊！嚇一跳電視台（日文：あっ!とおどろく放送局））。

## 展區
- 匯入東京灣的河川
- 東京灣的泥灘和岩岸
- 品川與海
- 漲落潮與生物
- 企鵝園
- 岩岸之窗
- 魚群
- 潮聲之窗
- 東京灣的海洋生物
- 邀您來到大洋──1180度視角的壓克力製水槽（寬2m×高2.3m×長22m），水量500噸 / 水溫22℃（海水）。
- 寒流魚
- 水下攝像機眼中的海洋──海龜先生
- 螢幕式水槽
- 問答大挑戰
- 觸摸池
- 海洋中的寶石
- 來自全世界各大河流的魚類
- 生態奇特的生物們
- 北海的動物們
- 海洋天堂
- 鯊魚館──水量180噸 / 水溫22℃（海水）。
- 海豚池──舉辦海豚表演。水量770噸 / 水溫20℃（海水）。
- 斑點海豹習性觀測點──可從所有角度觀察斑點海豹的巨大水槽。
- 演講廳──舉辦講座的會議廳。
- 多功能廳──用於舉辦特展或活動等。

## 交通方式
- 鐵道
  - 從京急本線大森海岸站步行5分鐘
  - 從JR京濱東北線大森站步行約15分鐘
- 巴士
  - 從JR京濱東北線、東急大井町線、東京臨海高速鐵道臨海線大井町站東口搭乘免費接駁巴士約15分鐘（京濱急行巴士、東急巴士）
  - 從JR京濱東北線大森車站至八潮Parktown循環「品川水族館前」下車（京濱急行巴士）

## 相關項目
- Aqua Park 品川（页面存档备份，存于）──品川站旁（港區）品川王子大飯店（页面存档备份，存于）內的民營水族館。
- 陽光水族館──經營本館之Sunshine Enterprrise（页面存档备份，存于）所經營的水族館。

## 外部連結
- 品川水族館官方網站 （页面存档备份，存于）
- 品川水族館官方　創造自己的生物圖鑑App（日文，Google Play） （页面存档备份，存于）
- 品川水族館官方　創造自己的生物圖鑑App（日文，APP STORE） （页面存档备份，存于）